# Pterostichus tumulus
Pterostichus tumulus  (лат.) — вид жуков рода птеростихи (Pterostichus) семейства жужелицы (Carabidae). Эндемик Китая, Guizhou (Fanjingshan).

## Описание
Отличается от близких видов неочерченными притуплёнными задними пронотальными углами и вытянутым туберкуломом в середине последнего стернума самца, а также строением гениталий и пронотумом с одной средне-боковой щетинкой. 
Наземные подвижные жуки коричневого и чёрного цвета, длиной около 1 см (13,7–13,8 мм). Глаза крупные, выпуклые; развиты две супраорбитальные щетинки. Пронотум округлый. Средние бёдра ног с двумя щетинками по заднему краю и одним коротким субапикальным шипиком; тазики задних ног с двумя щетинками; задние вертлуги с одной сетой. VIII-й стернум брюшка самок с полупрозрачной областью в середине. Вид был впервые описан в 2015 году китайскими энтомологами Х. Ши (College of Forestry, Beijing Forestry University, Пекин, Китай) и Х. Ляном (Institute of Zoology, Chinese Academy of Sciences, Пекин) и включён в состав подрода Circinatus.